# Hondurasskrika
Hondurasskrika (Cyanocorax melanocyaneus) är en fågel i familjen kråkfåglar inom ordningen tättingar.

## Utseende
Hondurasskrika är unik i sitt utbredningsområde genom att vara den enda skrikan med blå och svart fjäderdräkt. På nedre delen av bröstet är den blåtonad, men verkar ofta svart. På huvudet har den en buskig tofs som dock vanligen är svår att se.

## Utbredning och systematik
Hondurasskrika förekommer i Centralamerika från Guatemala till Nicaragua. Den delas in i två underarter med följande utbredning:
- Cyanocorax melanocyaneus melanocyaneus – förekommer på högland i centrala Guatemala samt i Honduras
- Cyanocorax melanocyaneus chavezi – förekommer på högland i södra Honduras och norra Nicaragua

## Levnadssätt
Hondurasskrika hittas i buskiga skogar, tall- och ekskogar och plantage. Där ses den födosöka på alla nivåer, vanligen i smågrupper. Ibland slår den följe med artblandade födosökande flockar, tillsammans med bland andra grönskrikor och trupialer.

## Status
Arten har ett stort utbredningsområde och beståndet anses stabilt. Internationella naturvårdsunionen IUCN listar den därför som livskraftig (LC). Beståndet uppskattas till i storleksordningen en halv miljon till fem miljoner vuxna individer.

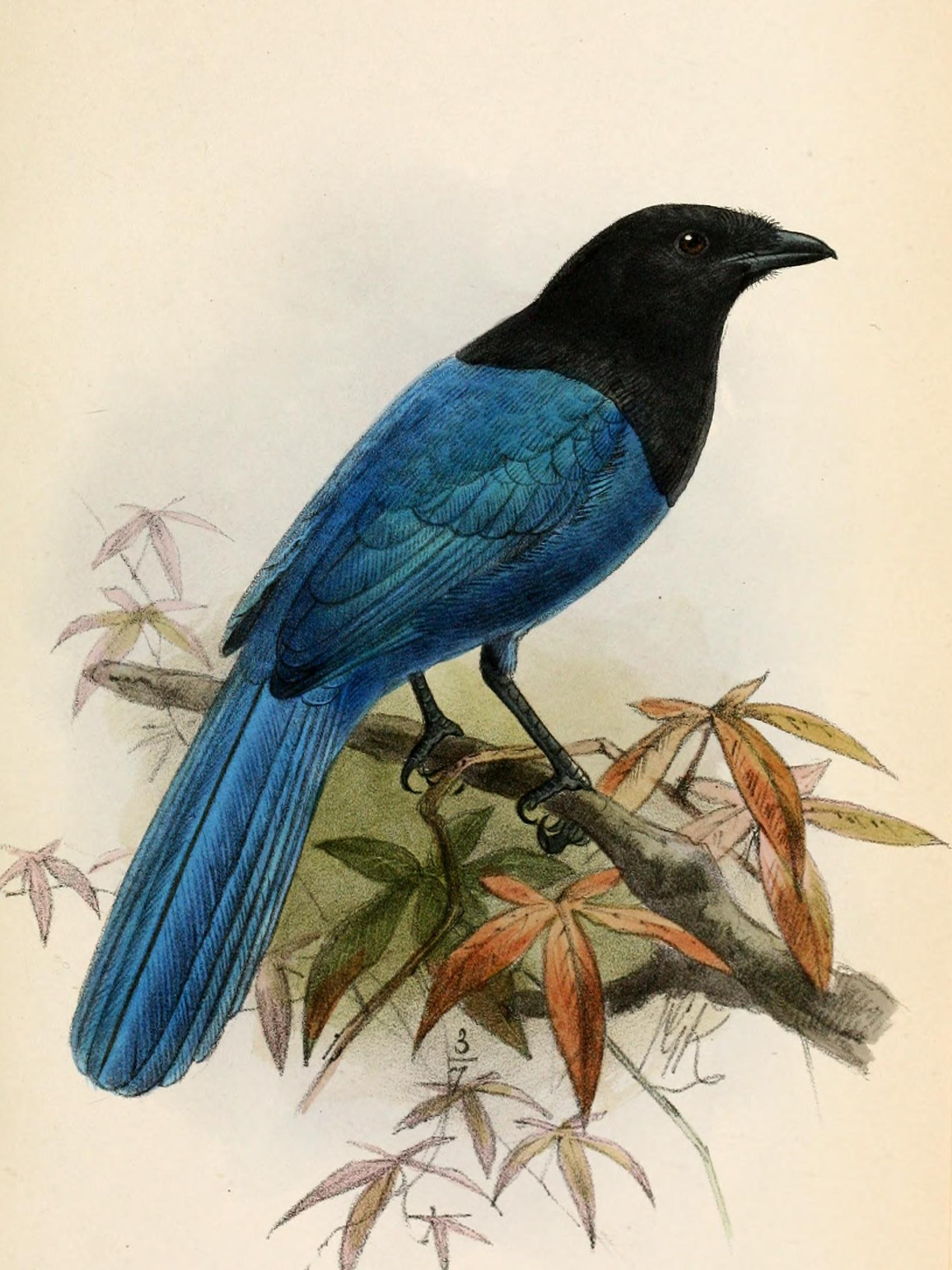